# Плюралістична демократія
Плюралісти́чна демокра́тія — сучасна концепція демократії, відповідно до якої влада ніби «розшаровується» і здійснюється як державою, так і багатьма недержавними об'єднаннями (асоціаціями підприємців, церквою, політичними партіями, фермерськими об'єднаннями тощо), що протидіють і зрівноважують одна одну, завдяки чому нібито досягається «чиста», «вища» демократія. Представниками цієї концепції були Г. Ласкі, М. Дюверже, Р. Дарендорф, Р. Даль, Й. Шумпетер та інші.

## Сутність плюралістичної концепції
Модель плюралістичної демократії є найближчою до ідеалу народовладдя. На сучасному етапі вона стала характерною для більшості європейських країн.
У плюралістичній концепції політика розглядається як конфлікт груп інтересів у їх політичній боротьбі, де рішення приймаються на основі компромісу заради задоволення максимального обсягу інтересів.
Плюралістичні концепції зберігають всі цінності ліберальної демократії, але багато в чому йдуть далі.
Основні положення плюралістичної концепції:
- народ як суб'єкт влади має груповий склад;
- реальним джерелом влади є не особа, не народ в цілому, а групи інтересів;
- визнання групи інтересів центральним елементом демократичної політичної системи, в якому формуються інтереси, ціннісні орієнтації та яка гарантує реалізацію інтересів, прав і свобод особи; сама особа витискується на другий план, хоча і не відкидається її статус як первинного суб'єкта права;
- групи інтересів проявляють себе через політичні інститути, діяльність яких об'єктивується в управлінській системі;
- наявність партійної системи, що уможливлює вільну міжгрупову політичну конкуренцію;
- головною засадою політики повинна бути репрезентація різних за своїм внутрішнім спрямуванням інтересів, соціальна основа демократичної влади — баланс інтересів;
- діяльність держави розглядається як фактор збереження рівноваги суперницьких інтересів і забезпечення саморегулювання всього суспільства;
- підтримка державою соціально незахищених груп і індивідів з метою підвищення їх життєвих шансів і дотримання вимог соціальної справедливості.

## Концепція множинності еліт
Концепції множинності еліт виступають складовою теорії плюралістичної демократії.
Згідно з плюралістичною концепцією суспільством повинна керувати еліта, але елітарних груп повинно бути декілька, щоб вони могли конкурувати між собою в боротьбі за державну владу (О. Штаммер, Д. Рісмен, С. Келлер). Елітарні теорії демократії розглядають керівну еліту як групу, яка володіє необхідними для управління якостями і захищає демократичні цінності, здатна стримувати політичний ірраціоналізм мас.
Основні положення концепції множинності еліт:
- кожна з базисних соціальних груп (професійних, регіональних, релігійних, демократичних та ін..) висуває свою власну еліту;
- існуюча конкуренція еліт не допускає формування єдиної пануючою елітарної групи;
- еліти знаходяться під контролем базисних груп;
- кожна з елітарних груп намагається контролювати дії інших, і таким чином утворюється механізм контролю за політичною владою, що повинно запобігати її узурпації правлячою елітою;
- різниця між елітою і громадянством відносна. В сучасних правових соціальних державах громадяни можуть вільно входити до складу еліти, брати участь в політичних процесах.

Умови для здійснення такої демократії — це відкритість формування еліти, підконтрольність їх діяльності по здійсненню влади і управління.

## Критика плюралістичної концепції
При всій послідовності теорія плюралістичної демократії має слабкі місця. Критики до її недоліків відносять:
1. ідеалізацію дійсності, перебільшенні участі громадян в «групах інтересів». Активне залучення до групової (партійної, зокрема) діяльності практично означає, що всі політичні рішення будуть прийматися лідерами «груп тиску», партій, участь пересічних громадян в таких умовах стає проблематичною. Демократія перестає бути владою більшості;
2. ігнорування нерівного впливу соціальних груп на владу (зокрема, пріоритетного впливу бізнесу, бюрократії, профспілок тощо). Розширення участі у політиці різних груп, згідно з вимогами теорії плюралістичної демократії, може призвести до фрагментації політичного процесу;
3. поглиблення протиріччя між рівністю і свободою, обмеження свободи на користь рівності. Механізми, запропоновані авторами концепції, можуть призвести до закріплення привілеїв і пільг для певних соціальних груп, що порушує індивідуальну рівність громадян перед законом. Підтримка державою соціально вражених прошарків населення може здійснюватись за рахунок інших груп населення.[2]

## Поліархія
Найбільш впливовим представником теорії політичного плюралізму є американський політолог Р. Даль, який запропонував спільно з Ч. Ліндбломом використовувати для позначення інституційних рішень демократії поняття «поліархії». Спочатку Р. Даль і Ч. Ліндблом аналізували поліархію як процес, за допомогою якого громадяни можуть здійснювати контроль за політичними лідерами. Надалі концепція поліархії доповнювалася суттєвими ознаками, що зачіпають інституційні, процесуальні та культурологічні аспекти плюралістичної демократії.
Ознаки поліархії:
1. виборність органів влади, гарантована конституцією; за допомогою виборів здійснюється контроль над урядовими рішеннями;
2. регулярне і періодичне проведення вільних і справедливих виборів, при яких виключений механізм примусу;
3. загальне виборче право, коли практично все доросле населення наділено правом участі у виборах;
4. право бути обраними до органів влади — практично все доросле населення наділене даним правом, хоча віковий ценз для права бути обраним може бути вище, ніж для права брати участь у виборах;
5. свобода самовираження — громадяни мають право на свободу висловлювати свою думку щодо широкого кола політичних проблем, зокрема критику органів влади, уряду, режиму, соціально-економічного ладу і панівної ідеології без страху зазнати покаранню;
6. альтернативна інформація — громадяни мають права домагатися альтернативних джерел інформації, і, більше того, ці альтернативні джерела реально існують і охороняються законами;
7. автономія асоціацій — для реалізації своїх різноманітних прав, включаючи і перераховані вище, громадяни мають також право створювати відносно незалежні асоціації та організації, включаючи незалежні політичні партії та групи за інтересами.[3]

Виділені ознаки поліархії, які необхідно розглядати комплексно, в їх взаємозв'язку, з одного боку, дозволяють систематизувати основні риси сучасної демократії, а з іншого — провести різницю між демократичними і недемократичними політичними режимами, а також ступінь демократичного розвитку в кожній окремій країні. Концепція поліархії виходить з того обставини, що і теорії демократії ніколи не буде досягнутий остаточний консенсус з приводу вищих цінностей і цілей демократичного розвитку, будь це свобода, соціально-економічна рівність, економічна справедливість і т. д. Проте в ході руху від абстрактного ідеалу до практичної реальності, з точки зору даної концепції, всі перераховані вище субстанціональні проблеми в кінцевому підсумку впираються в питання демократичних процедур. Тому поліархія часто розглядається як тип процедурно-процесуальної демократії.

## Консенсусна модель демократії
До концепції поліархічної демократії тісно примикає модель консенсусної демократії, тобто модель демократичного розвитку в ряді держав, що відрізняються складним характером суспільної структури, де суспільство розділене на безліч сегментів. Теоретична модель консенсусної демократії була розроблена американським дослідником А. Лейпхартом. Ним було показано, що досягнення соціальної злагоди можливе і в сегментарних суспільствах. Ця згода досягається за таких умов:
- здійснення влади «великої коаліції» всіх значних сегментів багатоскладового суспільства, вона може виступати і як кабінет «великої коаліції» в парламентській системі, і як коаліція президента з важливими іншими посадовими особами при президентській системі, і як великий коаліційний комітет з важливими дорадчими функціями;
- пропорційне представництво сегментів суспільства у всіх гілках державної влади;
- взаємне вето;
- високий ступінь автономності сегментів суспільства.[5]

Зазначені ознаки відрізняють режим консенсусної демократії. Для суспільства з моделлю консенсусної демократії характерна, з одного боку відносна непроникність соціальних зв'язків між сегментами, а з іншого — міцні вертикальні зв'язки, що об'єднують маси з елітою всередині кожної субкультури.